# Buchner (Dresdner Familie)

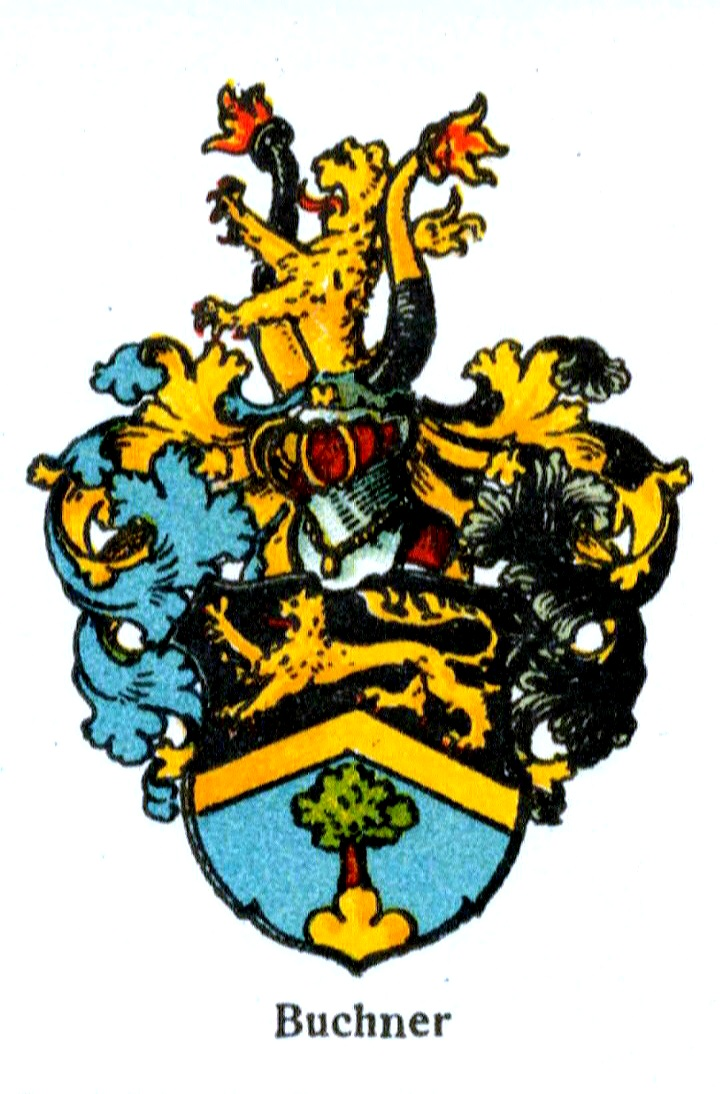
Gebessertes Wappen: mit dem in der Regel dem Adel vorbehaltenen Kolbenturnierhelm

Die Buchner (Puechner) waren eine ursprünglich aus Nürnberg stammende Familie, die sich vor allem in Dresden und Darmstadt fortpflanzte.
Die Familie ist nicht zu verwechseln mit der ebenfalls zeitweilig in Nürnberg ansässigen, ursprünglich aus Coburg stammenden Familie Buchner (Bucher, Pucher).

## Herkunft und Geschichte
Die fränkische Familie war im frühen 16. Jahrhundert in Nürnberg ansässig. Das älteste bislang bekannte Familienmitglied Georg Buchner (1508–1573), ein kaiserlicher Oberst, heiratete Walpurgis, die Tochter eines Nürnberger Patriziers, und erhielt am 11. Januar 1556 in Brüssel einen Wappenbrief. Sein Grab befindet sich auf dem Nürnberger Rochusfriedhof.
Georg Buchners älterer Sohn Paul (1531–1607) war ein in Dresden tätiger Baumeister. Er wurde von Kaiser Rudolf 1596 mit Wappenbesserung geadelt. Dessen Sohn war der Wittenberger Dichter August Buchner. Unter seinen Nachkommen war Christian August von Buchner (gest. 1683), Zeug- und Oberbaumeister in Dresden und Kommandant zu Senftenberg. Mit dem Tod August Benjamins von Buchner († 1756), Kommandant der Festung Sonnenstein, erlosch dieser adlige Zweig der Familie.
Georgs jüngerer Sohn Johannes Buchner (* 1533) war Artillerieinspektor in Wittenberg. Seine Nachkommenschaft verzweigte sich in Dresden und Darmstadt (hier mehrere bedeutende Archivare) und ist bis ins späte 19. Jahrhundert belegbar.
Nachkommen von Georgs jüngstem Sohn Bernhard Buchner (* 1534) pflanzten sich in Vorpommern fort.

## Wappen
Blasonierung: Mit goldenem Sparren von Schwarz und Blau geteilt, oben ein schreitender, goldener Löwe, unten aus einem goldenen Dreiberg wachsend eine natürliche Buche. Auf dem Helm ein wachsender, goldener Löwe zwischen zwei blau-golden und golden-schwarz geteilten Büffelhörnern, aus deren Mundlöchern je drei natürliche Flammen schlagen. Die Helmdecken sind blau-golden und schwarz-golden.